# (1531) Hartmut
(1531) Hartmut est un astéroïde de la ceinture principale.

## Description
(1531) Hartmut est un astéroïde de la ceinture principale. Il fut découvert le 17 septembre 1938 à Heidelberg par Alfred Bohrmann. Il présente une orbite caractérisée par un demi-grand axe de 2,63 UA, une excentricité de 0,15 et une inclinaison de 12,4° par rapport à l'écliptique.

## Compléments